# Treales, Roseacre and Wharles
Treales, Roseacre and Wharles – gmina (civil parish) w Anglii, w hrabstwie Lancashire, w dystrykcie Fylde. Leży 56 km na północny zachód od miasta Manchester i 314 km na północny zachód od Londynu. W 2001 miejscowość liczyła 447 mieszkańców.